# 明日的与一！
《明日的与一！》是源悠所作的日本漫画，也是他的首个連載作品。从2006年6月号开始连载于《月刊少年Champion》，2011年完結，单行本全15卷。电视动画于2009年1月至3月期間播放，全12話。

## 剧情简介
少年剑士烏丸与一多年来一直在山中和父亲一起修行。有一天，父亲对他说：「这样下去你无法变的更强了。除了剑术，你也需要积累与人相处的经验。」(其實只是他父親已不是與一的敵手)于是，与一下山来到朝美川市，暫住在同一流派的斑鳩道場裡，和斑鳩家的四姐妹一起生活的同時，進行他令人羨慕的修行。

## 登場人物
主要角色的姓氏均和鳥有關。

### 斑鳩道場相關人物
烏丸與一（聲：岡本信彦）
故事的主角。現年17歲。浮羽神風流的傳人，奉父親之命下山修行。後寄住在同一流派的斑鳩道場，並插班就讀翼陵學園高中二年級。說話非常客氣，也常常使用敬語。（語尾是，對方敬稱則使用「殿」）出生至今一直住在山上，故不了解現代的生活，在任何場合下都會穿著舊式武士服。也不懂和女性相處，因此遇上香豔場面會不知所措和流鼻血，也常常因此被伊吹和昌蒲攻擊。很容易失去理智，常常因為自己犯錯，就嚷著自己沒有當武士的資格而要切腹。因為父親的訓練，在睡覺的時候也能保持高度警覺性，能感覺敵人和反射性戰鬥，由於無知覺，所以連「女色」這個弱點都消失了。
斑鳩伊吹（聲：佐藤利奈）
故事的女主角。斑鳩家長女。現年17歲，處女座，血型B型。身高160cm，三圍90-59-85。在翼陵學園就讀高中二年級。家中開設道場，流派和烏丸家同為浮羽神風流。父母自小就到海外修行，因此她代替父母做家務和管理道場。現時是斑鳩道場的師父。成績優秀加上美麗的外表，令她成為去年的校花（翼高小姐）。非常有責任感，與一和妹妹們也因犯錯而被責罰。特別是與一和女性發生的各種意外，常常會動用武力來懲罰與一（表面理由：「這樣的行為與浮羽神風流劍士不相襯」）。會因為與一看見別的女生後流鼻血而感到憤怒，但對自己的感情事卻很遲鈍，其實喜歡與一。
斑鳩菖蒲（聲：戶松遙）
斑鳩家次女，現年16歲，比伊吹和與一低一年級。巨蟹座，血型B型。身高157cm，三圍78-57-83。喜歡與一（初時討厭與一），但沒有誠實的表現出來，具有傲嬌屬性。雖然說話很刻薄和粗魯，但實際上是一個和善的女孩。體形高挑苗條，但胸部很小，自己對此非常在意。弱項是做家務。就像一般現代女孩一樣，吃飯的時候也會使用手機，而且對衣著潮流也很敏感。因为在学業、剑术、家务、身材各方面都不如姐姐伊吹，所以對姐姐的抱有複雜的感情。因為姐姐的關係，曾停止練習劍道一段時間，但因為與一現在又繼續開始練習。雖然喜歡與一，卻不能誠實的表現出來的傲嬌少女。
斑鳩千草（聲：田村由香里）
斑鳩家三女，現年15歲，現時就讀中學三年級。射手座，血型B型。身高149cm，三圍86-53-81。戴眼鏡，以“僕”（ぼく）自稱，說話時帶尾音。雖然還在讀書，但現時已是一個職業漫畫家，在《月刊少女Champion》連載著作品《Step》。繼承了藝術家母親的藝術細胞，常常在想關於漫畫的事。對在與一和女性發生的意外很感興趣。特別是關於菖蒲的事，常常會出現搞局，但事實上一直在背後支持菖蒲。以稱呼與一。
斑鳩籬（聲：花澤香菜）
斑鳩家女，現年10歲，現時就讀小學四年級。雙魚座，血型O型。身高138cm，三圍64-50-68。擅長做家務，常代伊吹做飯和洗衣服。也擅長縫製衣服，自己的衣服都是參考姐姐們的衣服自己縫製的，弱項是運動。和二姐昌蒲相反，很在意自己胸部較同齡女孩大，因此平常會用布捲起來。語癖是及。

### 燕辯天流相關人物
燕翼（聲：牧野由依）
燕辯天流的继承人。水瓶座，血型O型。身高147cm，三圍82-52-83。对武術家的生活感到厌倦，想过普通的生活。和普通少女一樣，喜歡看少女漫畫和吃蛋糕和甜點，但安琪拉都不容許。幼年時因為安琪拉的嚴密訓練，擁有高強的武術。平常不會使用武術，但當裸露在人前時便會失去理智，因而會攻擊周圍事物（也是因為安琪拉的調教）。因為涼是第一個當她是普通人對待的人而喜歡他，會以少女漫畫的視角來美化涼的行為。為了復興燕辯天流，曾受雇為刺客刺殺與一，但因此和與一等人成為好友。現時和安琪拉在拉麵店打工賺錢。
鷹司安琪拉（聲：生天目仁美）
16歳，燕家侍女。性感而冷靜的女孩，经常穿着旗袍。會使用鐵爪作為攻擊武器。為了復興燕辯天流，曾受雇為刺客刺殺與一，但後來被與一說服而停止攻擊。現時和翼在拉麵店打工賺錢。
每當翼失控時，身上的衣服常常第一個遭殃。
擁有出眾的容姿與身段，曾有星探欲網羅她往演藝界發展。
喜歡與一。
燕尾（燕 エンビ（つばめ - ））
燕翼的妹妹。非常喜歡姐姐燕翼，因為擔心姐姐而和侍女路西法一起下山去找她。看到姐姐安於城市裡的生活非常生氣，決定用武力帶燕翼回去。後在與一等人的調解下和姐姐和好，並接受了姐姐讓出來的下任當家之位。善使暗器，其功夫在姐姐燕翼之上。雖然在山上生活，不知為何異常害怕蜘蛛。
鷹司路西法（鷹司 ルシフェル（たかつかさ - ））
燕尾的侍女，鷹司安琪拉的姐姐，武器為爪，據說是燕辯天流最強的人。有著不輸給妹妹安琪拉的體型。冷靜而有心計的人。

### 鷺之宮家
鷺之宮右京（聲：小西克幸）
鷺之宮蒼天流的继承人。和浮羽神風流以及燕辯天流不同，因為鷺之宮家很有钱，所以他继承了大笔的遗产。因為向伊吹提親失敗，故視與一為敵。曾派刺客刺殺與一，以及與之正面對決。
鷺之宮左近（聲：矢作紗友里）
右京的妹妹。兄控。善于使用迷香和药物将对手迷暈或者洗脑，此外也擅長變裝，暗殺時慣用苦無。
曾試圖讓伊吹飲用精神幼兒化的藥品。
對於能夠照顧不中用的哥哥而感到高興。
右京的父親
右京和左近的父親，鷺之宮蒼天流的前任當家。創立了大企業鷺之宮公司，累積了龐大資金，但數年前因病去世。和伊吹的父親是密友。
鷺之宮朧月夜
是鷺之宮家的藥師始祖，同時有著神童與怪物的異名，藥物知識極高，但性情古怪，不會理會鷺之宮家的事，外表是身形嬌小的少女，實際年齡是個謎團，只會自己按照自己的想法去用藥。住在深山隱居。過去因為經常親身試驗未完成的藥品，導致身體停止成長，並且得到了摔下懸崖的重傷也能夠恢復的生命力。
本來是無私的貢獻自己的用藥能力來治癒眾人的病痛，卻因為長久不變的容貌而受到眾人的忌憚，甚至演變成迫害，導致她性格大變，完全不相信人性，從此隱居深山不問世事。
雛形唯（聲：高橋智秋）
比與一低一級的學生，下一任翼高小姐的候選人，擁有不輸給伊吹的美貌，和鷺之宮家是親戚。在漫畫中，遞情書給與一，但實際上是和朋友戲弄與一，還在文化祭時和朋友們針對伊吹，和與一他們班一樣開女僕咖啡廳，讓右京以為提供的東西會幫助到伊吹，但實際上是用來開自己班的女僕咖啡廳，和與一他們班競爭。在動畫中，使用鷺之宮蒼天流的武術，武器為三節棍，受右京之托以約會之名對與一行刺。
水薙汐丸
鷺之宮蒼天流操艇術正統，與水薙渦丸為兄弟。
水薙渦丸
鷺之宮蒼天流操艇術正統，與水薙汐丸為兄弟。

### 鵺爪家
鵺爪或子（ぬえづめアルコ）
闇鴉暗天流繼承人刃一郎的女兒，為了達成父親的願望而對與一提出婚約的要求，稱呼與一為『老公大人』。似乎練闇鴉暗天流的劍術，雖在黑暗中很敏銳，但方向感會極差，故和父親一樣是方向白痴。隨身攜帶一把叫『史蒂夫』的木刀。
鵺爪刃一郎（ぬえづめじんいちろう）
闇鴉暗天流的現任繼承人，或子的父親。 因妻子的早亡而性情大變，逼迫女兒早日結婚生子，後在與一的幫助下恢復理智。 並對與一產生信任感，決心要把女兒嫁給他。在動畫中，變成了鷺之宮家的刺客之一（但並不是因為錢，而是右京挑撥他和與一），但忠於漫畫的是，方向感太差，完全找不到與一他們，於是不了了之。

### 其他
鷲津涼（聲：中井和哉）
喜歡伊吹的純情不良少年（但伊吹並沒有發現）。也因此視同班的與一為競爭對手。為了親近伊吹，常常到斑鳩道場練習。以前為了成為拳手而苦練，故擅長拳擊。2年前曾以一人之力打敗市內黑社會組織「怒苦勞連合」，因此被稱為市內最強不良少年。誤向昌蒲告白，自此和昌蒲一邊爭吵一邊商量怎樣解決彼此的戀愛煩惱。
原作中設定利用隨身攜帶的小刀來攻擊，動畫板則是改為使用戴在雙手的鐵刺球拳套。
鳥谷惠太（聲：淺沼晉太郎）
涼的朋友，常跟在涼的後面。一個普通的不良少年，喜歡小孩。動畫版最後一集疑似從原本縮小變小孩最後娘化成女孩，是不是涼的心中想像不得而知。
與一的父親（聲：斧篤志）
浮羽神風流的當家。為了要與一獲得比他更高的技藝，著他下山修行。
在動畫版中還擔任下集預告的旁白。
正志
斑鳩道場浮羽神風流的弟子之一，與籬同年齡的男孩，就讀同所小學，在學校總是保護著籬，避免受到其他人的欺負與嘲笑，對籬有好感。

## 單行本
每本单行本的封面上都用英文写着：“真正的武士既能锄强扶弱，又能得到所有女性的愛。所有男人都想当这样的武士。”
| 冊數 | Media Factory | Media Factory          | 尖端出版社     | 尖端出版社           | 玉皇朝         | 玉皇朝 |
| 冊數 | 發售日期      | ISBN                   | 發售日期       | EAN                  | 發售日期       | ISBN   |
| ---- | ------------- | ---------------------- | -------------- | -------------------- | -------------- | ------ |
| 1    | 2006年10月6日 | ISBN 978-4-253-20963-2 | 2007年9月19日  | EAN 471-7702-21450-0 | 2007年10月30日 | ISBN   |
| 2    | 2007年1月9日  | ISBN 978-4-253-20964-9 | 2008年2月1日   | EAN 471-7702-21571-2 | 2007年11月24日 | ISBN   |
| 3    | 2007年5月8日  | ISBN 978-4-253-20965-6 | 2008年8月20日  | EAN 471-7702-21771-6 | 2008年1月4日   | ISBN   |
| 4    | 2007年9月7日  | ISBN 978-4-253-20966-3 | 2009年2月20日  | EAN 471-7702-22289-5 | 2008年4月3日   | ISBN   |
| 5    | 2007年12月7日 | ISBN 978-4-253-20967-0 | 2009年4月28日  | EAN 471-7702-22476-9 | 2008年7月17日  | ISBN   |
| 6    | 2008年4月8日  | ISBN 978-4-253-20968-7 | 2009年11月17日 | EAN 471-7702-22848-4 | 2009年6月29日  | ISBN   |
| 7    | 2008年8月8日  | ISBN 978-4-253-20969-4 | 2010年9月14日  | EAN 471-7702-23190-3 | 2009年9月17日  | ISBN   |
| 8    | 2008年12月8日 | ISBN 978-4-253-20970-0 | 2011年4月17日  | EAN 471-7702-23492-8 | 2010年4月26日  | ISBN   |
| 9    | 2009年3月6日  | ISBN 978-4-253-20971-7 |                |                      | 2010年11月25日 | ISBN   |
| 10   | 2009年7月8日  | ISBN 978-4-253-20972-4 |                |                      | 2011年3月30日  | ISBN   |
| 11   | 2009年11月6日 | ISBN 978-4-253-20973-1 |                |                      | 2011年5月20日  | ISBN   |
| 12   | 2010年3月8日  | ISBN 978-4-253-20974-8 |                |                      | 2011年10月10日 | ISBN   |
| 13   | 2010年7月8日  | ISBN 978-4-253-20975-5 |                |                      | 2012年3月12日  | ISBN   |
| 14   | 2010年12月8日 | ISBN 978-4-253-20976-2 |                |                      | 2012年10月15日 | ISBN   |
| 15   | 2011年3月8日  | ISBN 978-4-253-20962-5 |                |                      | 2013年4月16日  | ISBN   |

## 电视动画

### 制作人员
- 監督：
- 系列構成：倉田英之
- 劇本：倉田英之、高橋龍也
- 角色设计：森島範子
- 総作画監督：
- 图像监督：
- 音響監督：明田川仁
- 音樂：菊知樹
- 音樂制作：Lantis
- 美術監督：前田實
- 色彩設計：大西峰代
- 动画制作：AIC
- 製作協力：斑鳩道場後援會（Geneon Entertainment、Lantis、Movic、AIC、秋田書店）
- 製作：斑鳩道場後援會、TBS

### 主題曲
片頭曲
- 作詞：meg rock；作曲、編曲：加藤大祐；歌：meg rock

片尾曲『Life and proud』
- 作詞：畑亞貴；作曲、編曲：藤末樹；歌：

### 各話列表
| 話數 | 日文標題 | 中文標題                   | 腳本     | 分鏡     | 演出              | 作畫監督             |
| ---- | -------- | -------------------------- | -------- | -------- | ----------------- | -------------------- |
|      |          | 武士來臨！                 | 倉田英之 |          |                   | 沈宏                 |
|      |          | 歡迎來到翼高               | 倉田英之 | 川口理惠 | 秋田谷典昭        | 植田洋一             |
|      |          | 脫了以後會很猛哦           | 高橋龍也 |          | 室谷靖            | 松原豐               |
|      |          | 氣勢如虹的千早             | 倉田英之 | 松園公   | 鈴木薰            | 永田正美             |
|      |          | 去約會吧！                 | 高橋龍也 |          | 丸山由太          | 佐籐一縻 中原清隆 こ |
|      |          | 鷲大哥來了！               | 倉田英之 | 植田洋一 | 植田洋一          | 沈宏                 |
|      |          | 校園泳裝·白校園泳裝 兩件套 | 高橋龍也 | 古川順康 | 古川順康          |                      |
|      |          | 那時，是你不對             | 倉田英之 | 川口理惠 | 秋田谷典昭 佐籐光 | 松原豊               |
|      |          | 飛撲入火的夏季             | 高橋龍也 |          | 鈴木薫            |                      |
|      |          | 在秘湯死鬥！               | 倉田英之 |          | 植田洋一          | 永田正美             |
|      |          | 伊吹歸我了                 | 倉田英之 | 古川順康 | 古川順康          |                      |
|      |          | 明日的與一！               | 倉田英之 |          |                   |                      |

### 播放電視台
日本深夜動畫：下文記載的日本国内播放時間使用日本標準時間（UTC+9）表示。因為部分時間标识會採用30小时制，因此請留意这类超过24:00的时间，其實際播放時間為翌日清晨。
| 播放地區 | 電視台                             | 播放日期        | 播出時間（UTC+9）                                       |
| -------- | ---------------------------------- | --------------- | ------------------------------------------------------- |
| 關東地區 | TBS電視                            | 2009年1月8日－  | 星期四 25時29分 - 25時59分（星期五 1時29分 - 1時59分）  |
| 兵庫縣   | SUN電視台                          | 2009年1月25日－ | 星期日 25時30分 - 26時00分（星期一 1時30分 - 2時00分）  |
| 全國播出 | BS-i（2009年4月1日起改名為BS-TBS） | 2009年1月29日－ | 星期四 24時30分 - 25時00分（星期五 0時30分 - 1時00分）  |
| 中京地區 | 中部日本放送                       | 2009年1月29日－ | 星期四 27時00分 - 27時30分（星期五 23時00分 - 3時30分） |

- 由於每日放送在關西地區沒有播出頻道，現暫定由SUN電視台負責，是TBS製作的深夜動畫首次利用SUN電視台的網絡。

## 網路廣播劇
播放期間為2008年12月12日至2009年9月25日，名为《神劍好小子電台》（明日のよいちらじを！），主持人是岡本信彦和佐藤利奈，可在 Lantis的网站 或音泉收听，每周五更新，全42集。